# Elverfeldt (Adelsgeschlecht)

Wappen derer von Elverfeldt

Die Freiherren von Elverfeldt (auch Elverfeld, Elberfeld) sind ein altes rheinisch-westfälisches Adelsgeschlecht.

## Geschichte

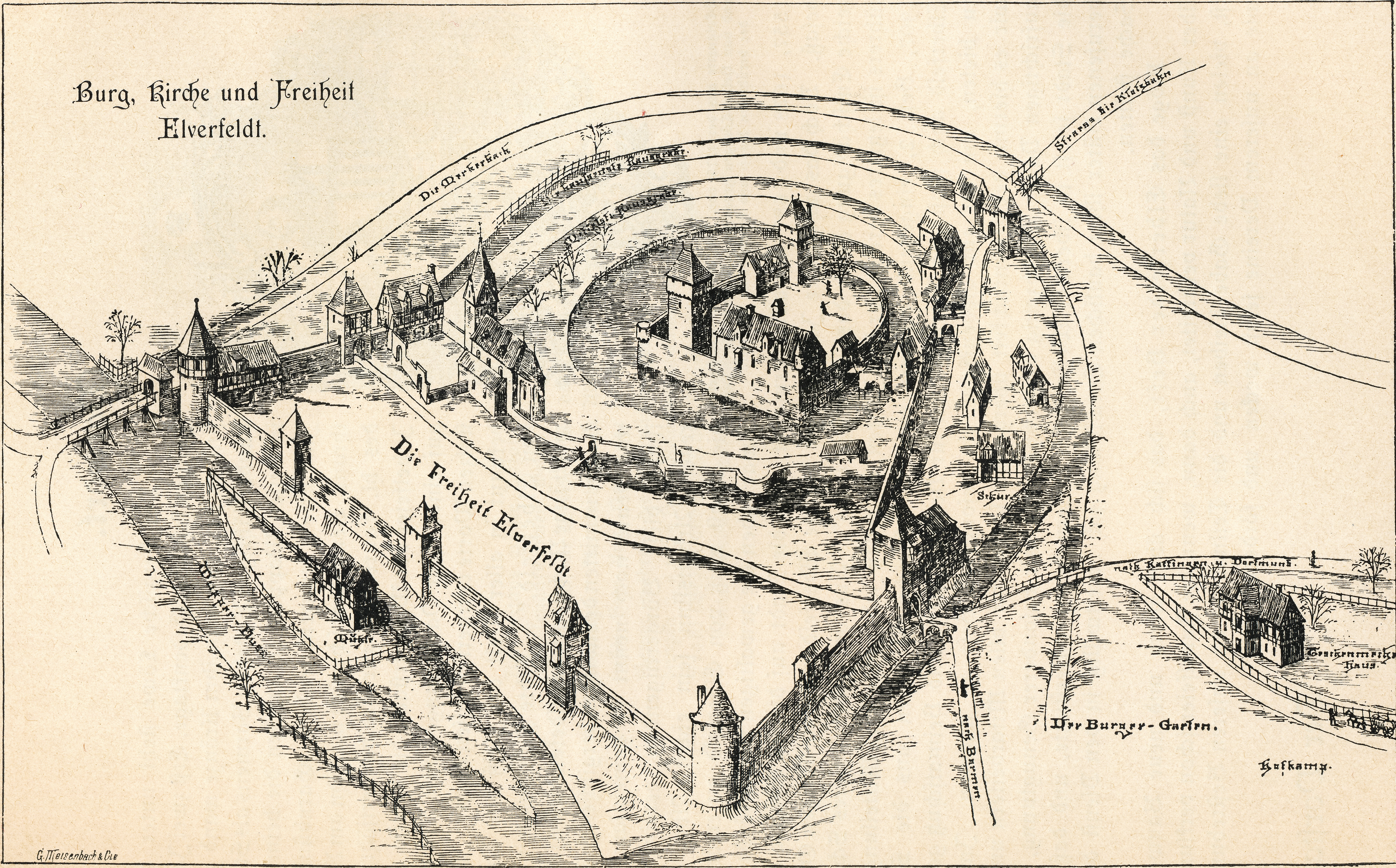
Burg Elberfeld, ab 1243 kölnischer bzw. bergischer Lehnsbesitz

Die Stammreihe beginnt mit Hermann von Heppendorf, der 1139–1159 als Edelvogt von Köln genannt wird. Die Herren von Heppendorf saßen ab etwa 1243 (bis um 1430?) als kurkölnische bzw. bergische Ministerialen oder Burgmannen auf der Burg Elberfeld im heutigen Wuppertal und benannten sich nach ihr. Mit Arnold, Ritter und Vogt von Elvervelde tritt das Geschlecht 1257 erstmals urkundlich unter diesem Namen auf. Die Herren von Elverfeldt waren Vasallen des Erzbischofs von Köln. Ritter Craft van Elveruelde erhielt 1372 Höfe in Haan und Hilden mit den Gerechtsamen zum Lehen.
Die Herren von Elverfeldt waren ab 1311 auch Burgmannen auf Haus Herbede in Herbede, das als eigentlicher Stammsitz gelten kann. Von 1311 bis 1809 hatten sie dort die Grundherrschaft und das Gerichtsherrenamt inne. Zum Herbeder Besitz gehörten jahrhundertelang auch Haus Villigst, Haus Blumenau, seit Anfang des 18. Jahrhunderts ferner Haus Berghofen, ab 1869 Haus Ruhr und ab 1882 Haus Kotten. Der protestantischen Herbeder Linie gehörte dieser umfangreiche Besitz bis zu ihrem Erlöschen 1889, als er durch Erbgänge nacheinander an die freiherrlichen Familien von Rheinbaben und von Gemmingen fiel. Die Gemmingen bewirtschaften das Haus Kotten noch, während Haus Villigst verpachtet ist und die Häuser Herbede und Ruhr verkauft wurden; die Häuser Blumenau und Berghofen sind inzwischen abgerissen.

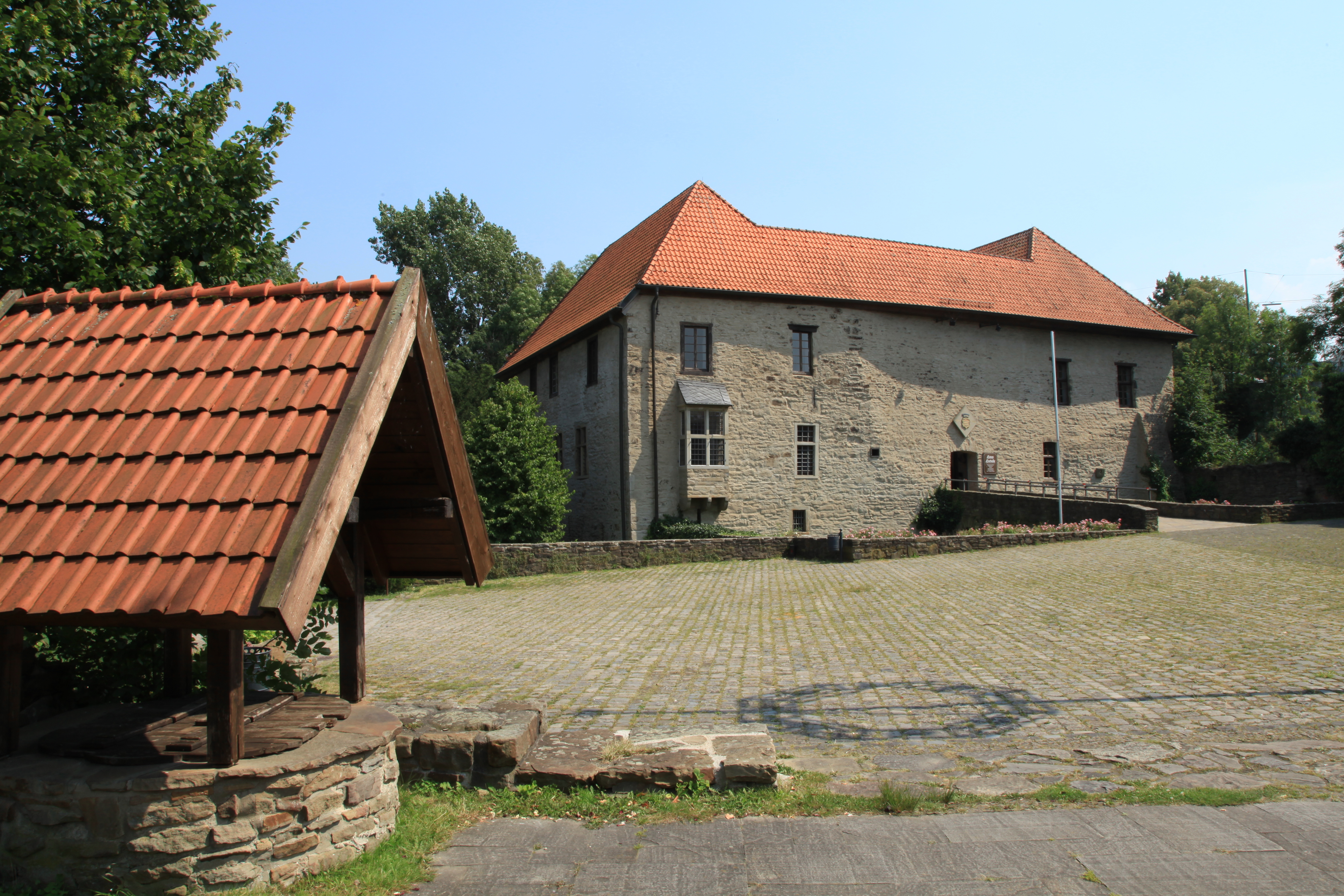
Haus Herbede, von 1311 bis 1889 im Besitz
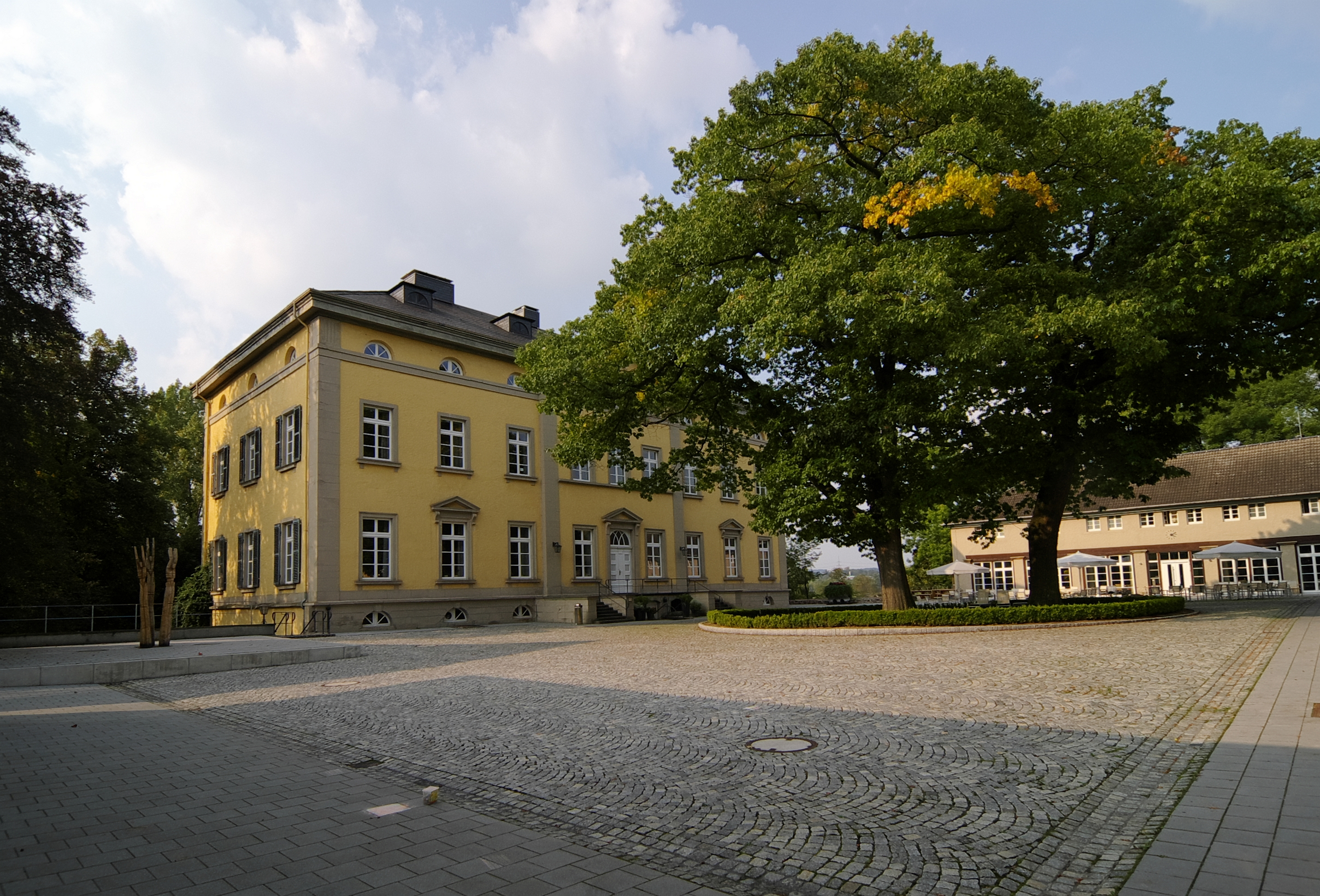
Haus Villigst
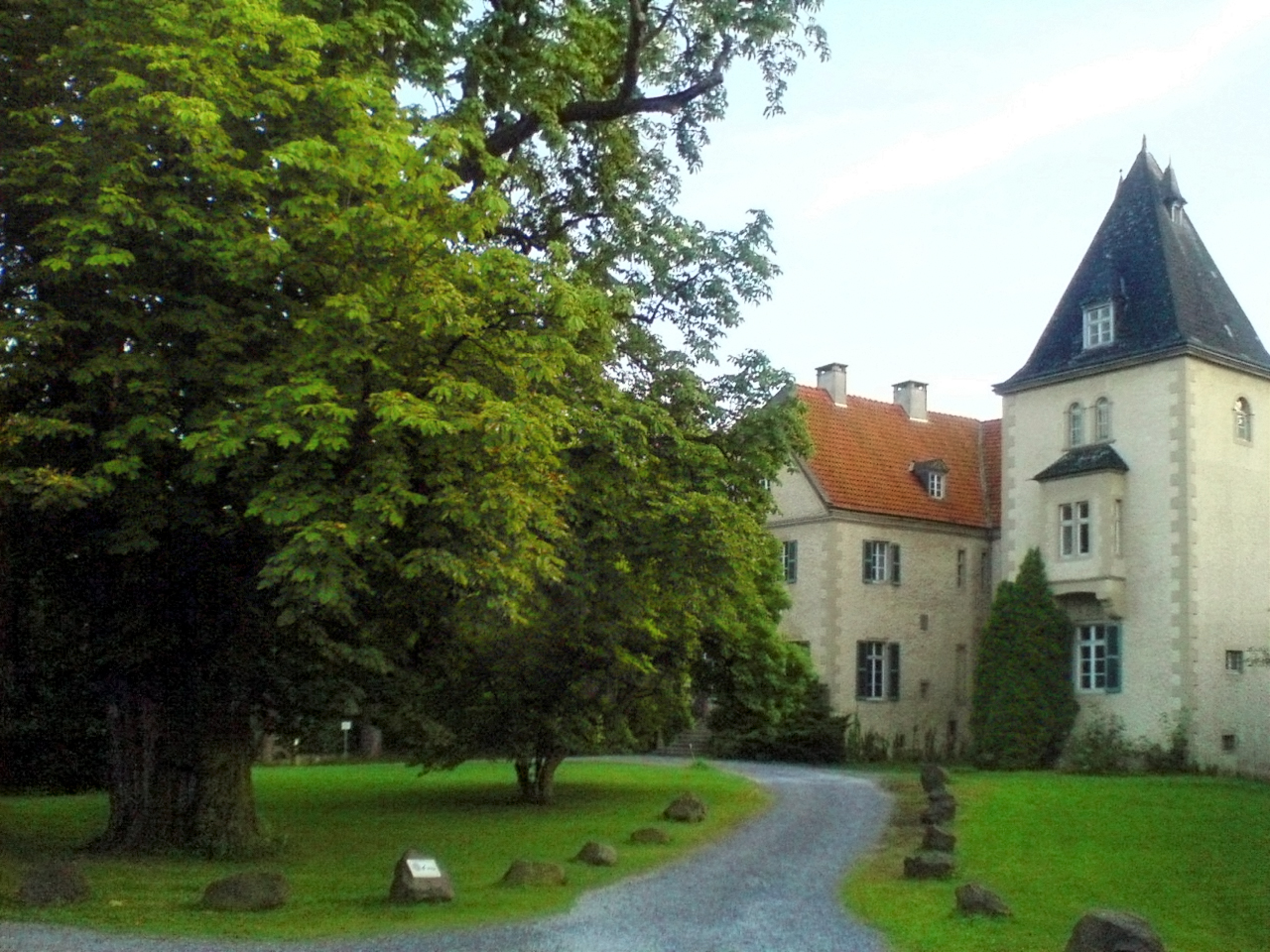
Haus Ruhr
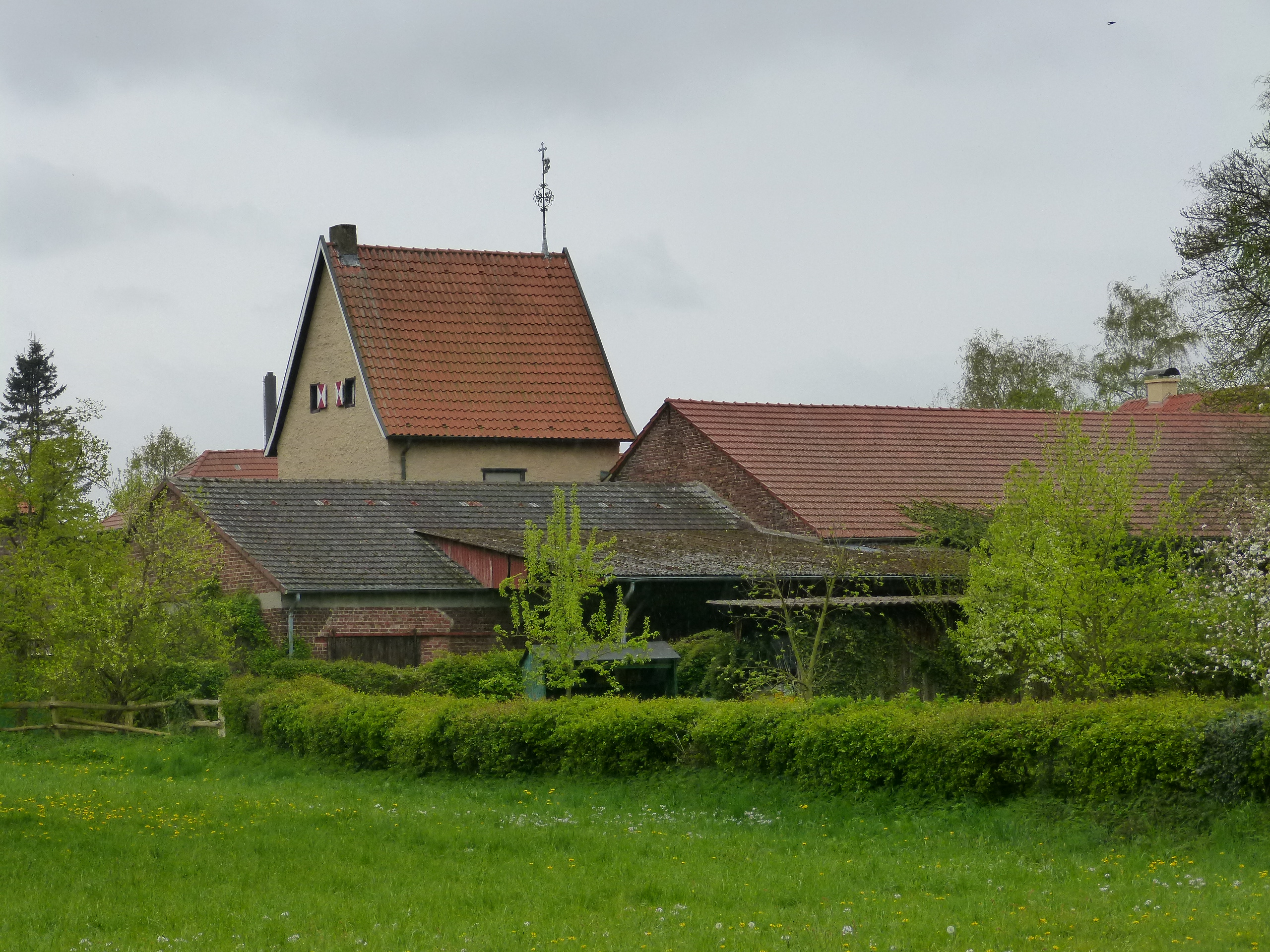
Haus Kotten

Von 1732 bis 1851 gehörte Schloss Steinhausen in Witten an der Ruhr einem Familienzweig, dazu die Zeche Eleonore. Im 19. Jahrhundert war ferner Haus Martfeld im Familienbesitz.
Seit 1853 ist Schloss Canstein im Besitz der Freiherren von Elverfeldt. Im 20. Jahrhundert gelangten durch Erbgänge ferner Schloss Heimbach im badischen Teningen, das niederrheinische Schloss Kalbeck und die westfälischen Güter Klingenburg und Schloss Niesen an Familienzweige, die diese ebenfalls bis heute bewohnen.

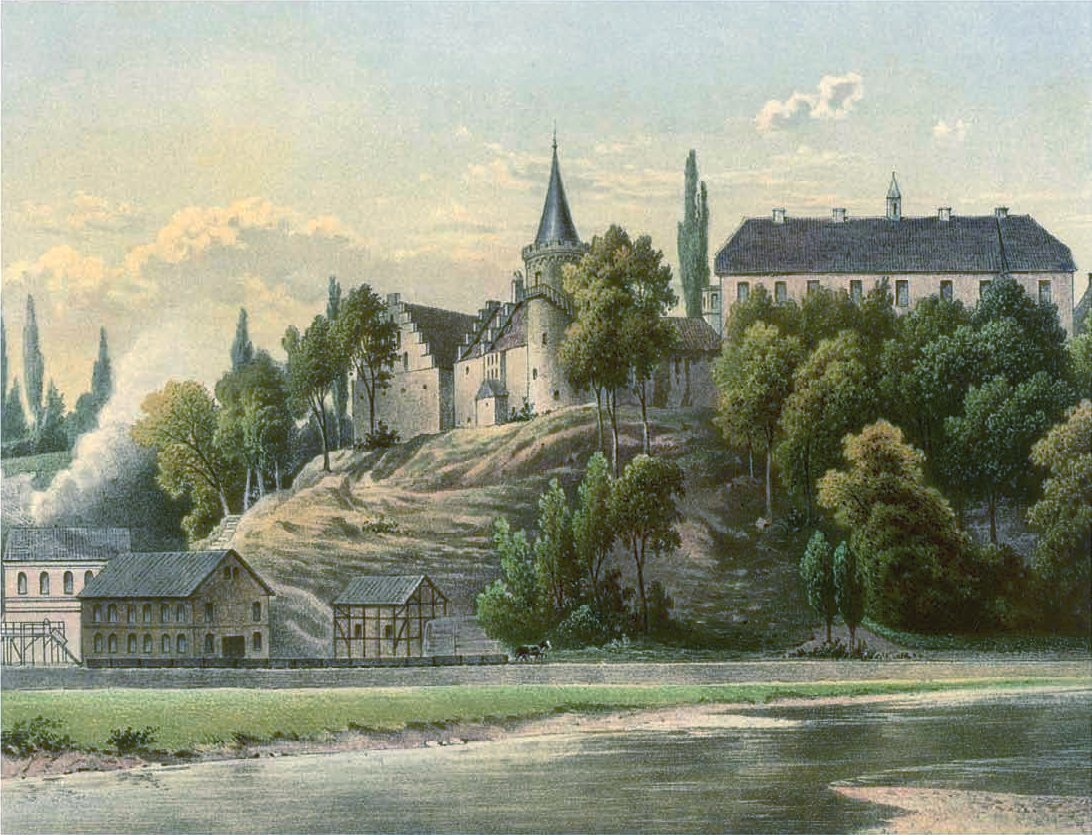
Schloss Steinhausen (1732-1851)
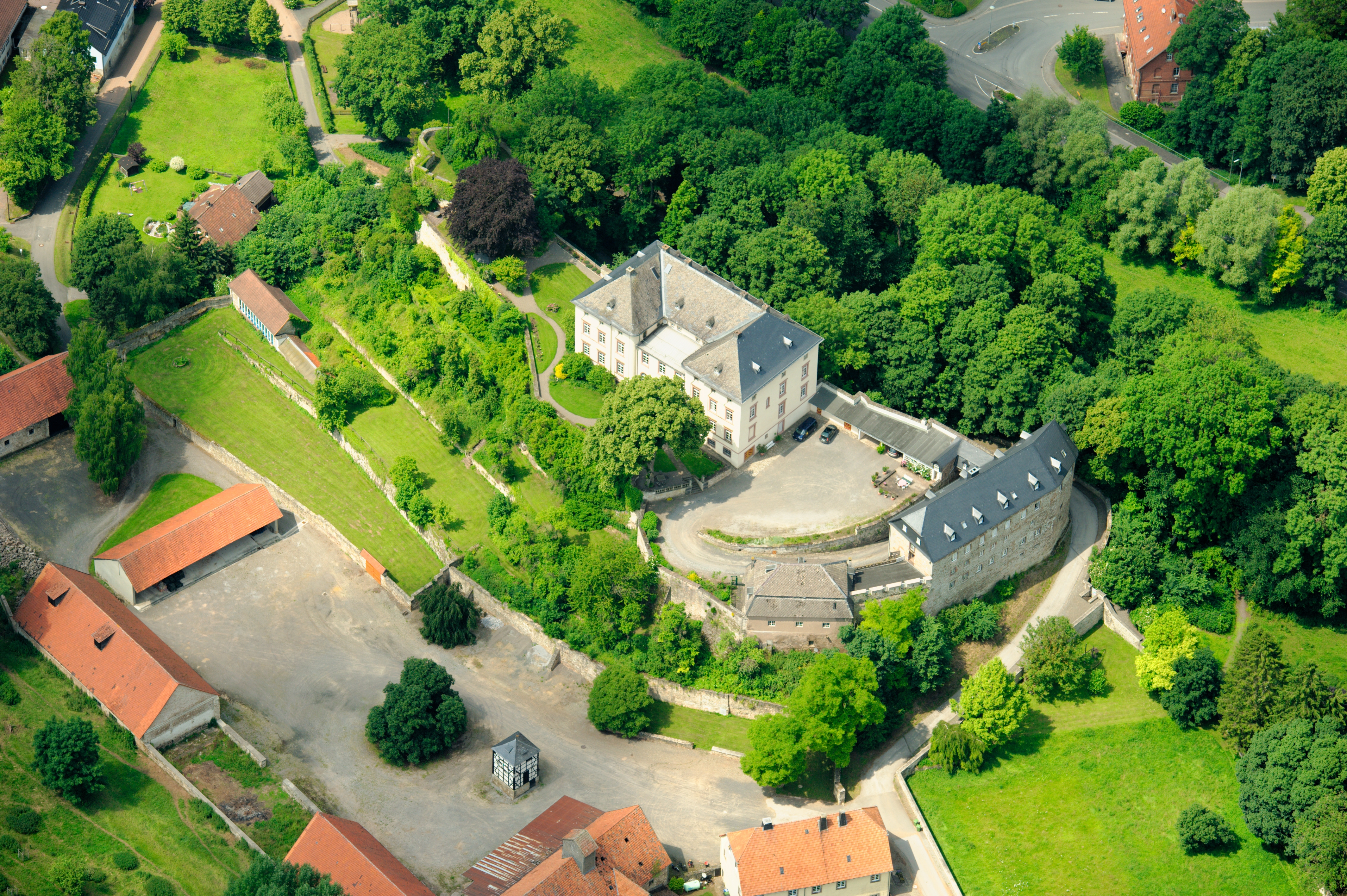
Schloss Canstein, seit 1853 im Besitz
Schloss Kalbeck
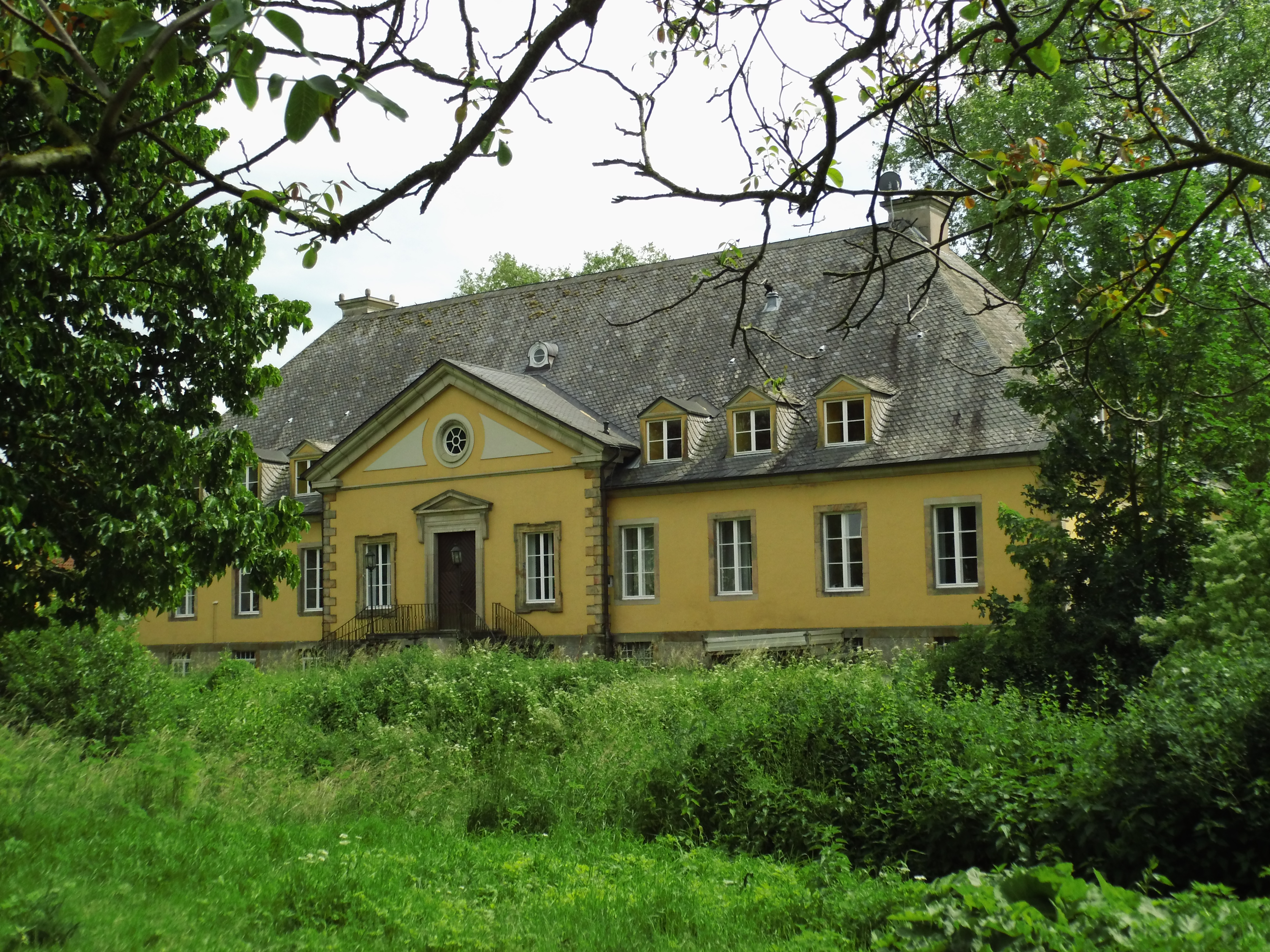
Schloss Niesen

Eine Linie nahm den Namen Elverfeldt genannt von Beverfoerde zu Werries an, als sie im 18. Jahrhundert die Familie von Beverförde zu Werries durch Adoption beerbte. Zu diesem Erbe gehörten Schloss Oberwerries (1942 verkauft), seit 1785 Schloss Loburg und noch andere (Näheres siehe eigener Artikel).

## Wappen
Das Stammwappen zeigt in Gold fünf rote Balken. Auf dem Helm mit rot-goldenen Decken ein rot gekleideter Mannesrumpf mit gold aufgeschlagener und mit drei (rot-gold-rot) Straußenfedern bestückter Mütze zwischen zwei wie der Schild bezeichneten Büffelhörnern.
Vom Familienwappen abgeleitet sind die Wappen des Ursprungsortes der Familie, Heppendorf, ihres jahrhundertelangen Stammsitzes Herbede sowie unter Einbezug des Bibers der Beverförde zu Werries das Wappen der Elverfeldt genannt von Beverfoerde zu Werries sowie der Gemeinde Ostbevern.

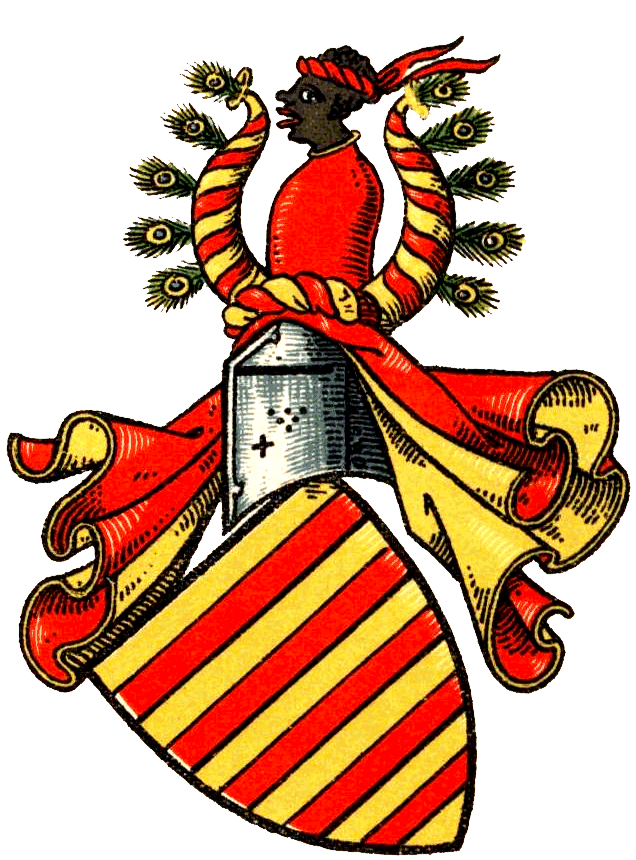
Wappengrafik (1901/1903)
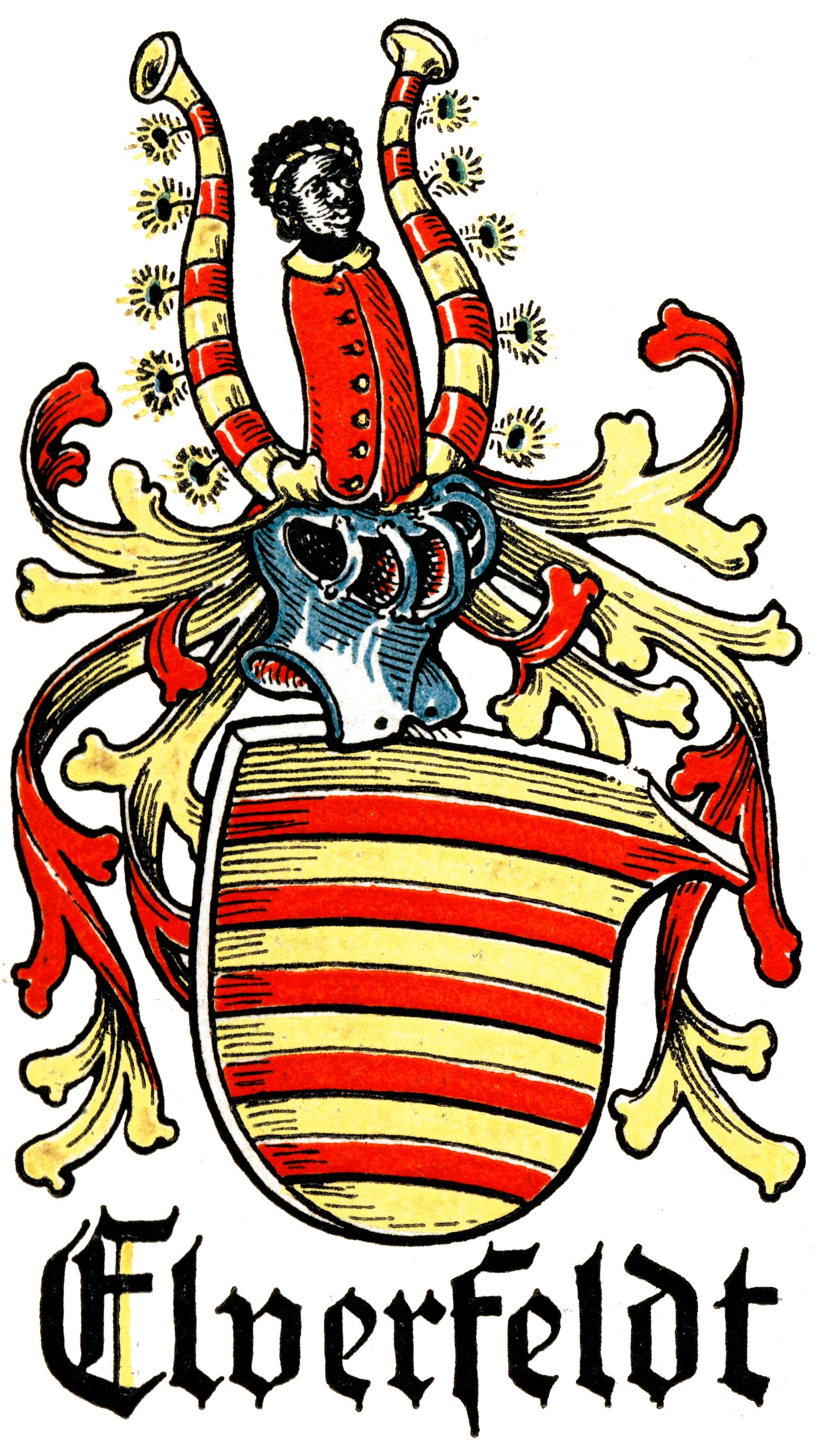
Wappen-Grafik (1934)
Wappen der Gemeinde Heppendorf
Wappen der ehemaligen Stadt Rheydt
Wappen der Gemeinde Alpen (Niederrhein)
Gemeinde Herbede (früherer Burgmannensitz der Familie)
Wappen der Gemeinde Ostbevern

## Namensträger
- Franz Sigismund Freiherr von Elverfeldt (* 23. Dezember 1640; † 19. Januar 1712), General der Fürstbischöfe von Münster
  - Friedrich Christian von Elverfeldt (* 29. November 1699; † 14. April 1784), münsterischer Generalleutnant, Herr zu Dahlhausen und im Bergbau aktiv (Gewerkschaft General, 1774)
    - Clemens August Freiherr von Elverfeldt (* 25. Januar 1732 in Münster; † 13. April 1783), Königliche Kammerherr, im Ruhrbergbau engagiert, führte verschiedene Schleusenbaumaßnahmen für die Ruhrschifffahrt durch
      - Maximilian Friedrich von Elverfeldt (1763–1831), bis 1804 Paderborner Domkapitular, Königlich-Preußischer Landrat und Königlich-Westphälischer Unterpräfekt

    - Werner August von Elverfeldt (1740–1818), Erbherr zu Schloss Steinhausen
    - Carl Friedrich von Elverfeldt ⚭ Franziska Christina von Vittinghoff gen. Schell
      - Friedrich Clemens von Elverfeldt gen. Beverförde zu Werries (1767–1835), begründete das Geschlecht Elverfeldt genannt von Beverfoerde zu Werries
        - Friedrich August von Elverfeld gen. Beverförde zu Werries (1796–1864), preußischer Generalmajor

      - Maximilian Friedrich von Elverfeldt genannt Beverförde zu Werries (1768–1851), Domherr in Münster, Osnabrück und Paderborn
- Ludwig Gisbert Freiherr von Elverfeldt (1793–1873), erbaute um 1819 das Schloss Haus Villigst neu
- Harald Freiherr von Elverfeldt (1900–1945), deutscher Generalleutnant, Kommandeur der 9. Panzer-Division im Zweiten Weltkrieg
- Hubertus Freiherr von Elverfeldt (1902–1977), deutscher Politiker (CDU), nordrhein-westfälischer Landtagsabgeordneter
  - Alexander Josef Freiherr von Elverfeldt (1929–2018), Land- und Forstwirt, Verbandsfunktionär und Buchautor